# Liste der Kulturdenkmale in Süderende
In der Liste der Kulturdenkmale in Süderende sind alle Kulturdenkmale der schleswig-holsteinischen Gemeinde Süderende (Kreis Nordfriesland) aufgelistet (Stand: 10. März 2025).

## Legende
In den Spalten befinden sich folgende Informationen:
- Objekt-ID: die Nummer des Kulturdenkmales
- Lage: die Adresse des Kulturdenkmales und die geographischen Koordinaten. Kartenansicht, um Koordinaten zu setzen. In der Kartenansicht sind Kulturdenkmale ohne Koordinaten mit einem roten Marker dargestellt und können in der Karte gesetzt werden. Kulturdenkmale ohne Bild sind mit einem blauen Marker gekennzeichnet, Kulturdenkmale mit Bild mit einem grünen Marker.
- Offizielle Bezeichnung: Bezeichnung des Kulturdenkmales
- Beschreibung: die Beschreibung des Kulturdenkmales
- Bild: ein Bild des Kulturdenkmales

## Sachgesamtheiten
| Objekt-ID      | Lage | Offizielle Bezeichnung | Beschreibung | Bild                             |
| -------------- | --- | ---------------------- | --- | -------------------------------- |
| 41810          | Haus 26, 28, 29, 30, 31, 35, 36, 37, 39, 40, 42, 43, 44, 45, 47, 50, 52, 53, 54, 58, 59, 62, 63, 67, 70 (54° 43′ 33″ N, 8° 26′ 24″ O) | Ortskern Süderende     | Ortskern Süderende; erste Erwähnung 1523, bis 1864 Ortsteil von Oldsum, seitdem eigenständige Gemeinde, Bauernhausbebauung vom Ende des 18. Jh. bis zum Ende des 19. Jh., Wohnhäuser des 1. Drittels des 20. Jh.; Haufendorf südwestlich von Oldsum, entlang der in Nord-Süd-Richtung verlaufenden Hauptstraße, von der beidseitig ein weitgehend orthogonales Straßennetz mit unregelmäßigen Parzellen abzweigt, entlang der Nebenstraßen Bauernhofbebauung, bestehend aus freistehenden Uthländischen Häusern, die oft in die Fünf oder Sieben erweitert wurden, meist traufständige eingeschossige Halbwalmgebäude mit Backengiebel, Backsteinfassade und Reetdeckung, zudem entlang der Hauptstraße am Uthländischen Haus orientierte Wohnhäuser in Formen der Heimatschutzarchitektur - Begründung: geschichtlich, wissenschaftlich, städtebaulich, Kulturlandschaft prägend - Schutzumfang: Uthländische Häuser (Haus 26, 30, 31, 42, 43, 44, 47, 50, 52, 54, 58, 59, 62, 63, 70); ehem. Pastorat mit Pastoratsgarten und Trockenmauer (Haus 45); Wohn- und Wirtschaftsgebäude (Haus 28, 36, 37, 53, 54); Wohnhäuser (Haus 35, 39, 40, 67 mit Einfriedung); ehem. Landstelle (Haus 29) | BW                               |
| 40652 Wikidata | Haus 1 (54° 42′ 59″ N, 8° 26′ 7″ O)                                                                                                   | Kirche St. Laurentii   | Aktualisierung vorgesehen - Begründung: geschichtlich, künstlerisch, städtebaulich, Kulturlandschaft prägend - Schutzumfang: Kirche St. Laurentii mit Ausstattung, Kirchhof mit Steinwall, Grabmale bis 1870 | weitere Fotos \| Fotos hochladen |

## Bauliche Anlagen
| Objekt-ID     | Lage                                   | Offizielle Bezeichnung               | Beschreibung | Bild                             |
| ------------- | -------------------------------------- | ------------------------------------ | --- | -------------------------------- |
| 6992          | Haus 3 (54° 43′ 4″ N, 8° 26′ 8″ O)     | Bauernhaus                           | Wohnhaus; 1901 (I); Backsteinbau in die 5 gebaut, reetgedeckte Halbwalmdächer, straßenseitig Backengiebel mit Zahlenanker - Begründung: geschichtlich, Kulturlandschaft prägend - Schutzumfang: gesamtes Objekt - Denkmaltyp: Bauliche Anlage | BW                               |
| 6949 Wikidata | Haus 30 (54° 43′ 31″ N, 8° 26′ 23″ O)  | Uthländisches Haus                   | Uthländisches Haus; wohl Ende 18. Jh.; eingeschossiger Halbwalmdachbau mit Backengiebel und in die Fünf gebautem Walmdachnebengebäude, Backsteinfassade mit reduzierter Gliederung - Begründung: geschichtlich, städtebaulich - Schutzumfang: gesamtes Objekt - Denkmaltyp: Bauliche Anlage, Sachgesamtheit: Ortskern Süderende                                                                                             | weitere Fotos \| Fotos hochladen |
| 7002 Wikidata | Haus 31 (54° 43′ 31″ N, 8° 26′ 24″ O)  | Uthländisches Haus                   | Uthländisches Haus; bez. 1795; traufständiger eingeschossiger Halbwalmdachbau mit Backengiebel und rückwärtigem Satteldachanbau, Backsteinfassade mit reduzierter Gliederung - Begründung: geschichtlich, städtebaulich - Schutzumfang: gesamtes Objekt - Denkmaltyp: Bauliche Anlage, Sachgesamtheit: Ortskern Süderende                                                                                                   | weitere Fotos \| Fotos hochladen |
| 6995          | Haus 35 (54° 43′ 31″ N, 8° 26′ 26″ O)  | Wohnhaus                             | Wohnhaus; Ende 19. Jh.; traufständiger eingeschossiger Halbwalmdachbau mit Backengiebel und Ziegelfassade - Begründung: geschichtlich, städtebaulich, Kulturlandschaft prägend - Schutzumfang: gesamtes Objekt - Denkmaltyp: Bauliche Anlage, Sachgesamtheit: Ortskern Süderende | BW                               |
| 50589         | Haus 40 (54° 43′ 33″ N, 8° 26′ 21″ O)  | Wohnhaus                             | Wohnhaus; bez. 1931; giebelständiger Halbwalmdachbau mit Vorhaus, Backengiebel und Gaubenbändern, Ziegelfassade mit reduzierter Gliederung - Begründung: geschichtlich, städtebaulich - Schutzumfang: gesamtes Objekt - Denkmaltyp: Bauliche Anlage, Sachgesamtheit: Ortskern Süderende | BW                               |
| 1185 Wikidata | Haus 43 (54° 43′ 34″ N, 8° 26′ 24″ O)  | Uthländisches Haus                   | Uthländisches Haus; Mitte 19. Jh., spätere Erweiterung; in Ecklage befindlicher eingeschossiger Halbwalmdachbau mit Backengiebel und höherem, in die Fünf gebautem Wirtschaftsgebäude mit Lootor, Backsteinfassade mit reduzierter Gliederung - Begründung: geschichtlich, städtebaulich - Schutzumfang: gesamtes Objekt - Denkmaltyp: Bauliche Anlage, Sachgesamtheit: Ortskern Süderende                                  | weitere Fotos \| Fotos hochladen |
| 6998          | Haus 44 (54° 43′ 33″ N, 8° 26′ 25″ O)  | Uthländisches Haus                   | Uthländisches Haus; Mitte 19. Jh., spätere Erweiterung; eingeschossiger Halbwalmdachbau mit Backengiebel und rückwärtigem, hakenförmig angesetztem Nebengebäude sowie in die Fünf gebautem, höherem Wirtschaftsgebäude mit Lootor, Backsteinfassade mit reduzierter Gliederung - Begründung: geschichtlich, städtebaulich - Schutzumfang: gesamtes Objekt - Denkmaltyp: Bauliche Anlage, Sachgesamtheit: Ortskern Süderende | BW                               |
| 6990 Wikidata | Haus 45 (54° 43′ 33″ N, 8° 26′ 26″ O)  | ehemaliges Pastorat                  | ehem. Pastorat; bez. 1762; traufständiger eingeschossiger Halbwalmdachbau mit in die Fünf gebautem Wirtschaftsgebäude, jeweils mit Backengiebeln, Backsteinfassade mit reduzierter Gliederung; Pastoratsgarten mit Einfriedung - Begründung: geschichtlich, wissenschaftlich, städtebaulich - Schutzumfang: gesamtes Objekt - Denkmaltyp: Bauliche Anlage, Sachgesamtheit: Ortskern Süderende                               | weitere Fotos \| Fotos hochladen |
| 4004 Wikidata | Haus 47 (54° 43′ 33″ N, 8° 26′ 28″ O)  | Uthländisches Haus, erweitert        | Uthländisches Haus; wohl Mitte 19. Jh., spätere Erweiterung; eingeschossiger Halbwalmdachbau mit Backengiebel, Backsteinfassade mit reduzierter Gliederung - Begründung: geschichtlich, städtebaulich - Schutzumfang: gesamtes Objekt - Denkmaltyp: Bauliche Anlage, Sachgesamtheit: Ortskern Süderende | weitere Fotos \| Fotos hochladen |
| 7000          | Haus 52 (54° 43′ 35″ N, 8° 26′ 25″ O)  | Uthländisches Haus                   | Uthländisches Haus; Wohnhaus 1840er Jahre, Wirtschaftsgebäude bez. 1853; In Ecklage befindlicher eingeschossiger Halbwalmdachbau mit Backengiebel und in die Fünf gebautem Wirtschaftsgebäude mit Lootoren; Backsteinfassade mit reduzierter Gliederung - Begründung: geschichtlich, städtebaulich - Schutzumfang: gesamtes Objekt - Denkmaltyp: Bauliche Anlage, Sachgesamtheit: Ortskern Süderende                        | BW                               |
| 7001 Wikidata | Haus 54 (54° 43′ 35″ N, 8° 26′ 21″ O)  | Bauernhaus                           | Bauernhaus Uthländisches Haus; von 1872; traufständiger eingeschossiger Halbwalmdachbau mit Backengiebel, Eingangsvorhaus und Wirtschaftsteil mit Lootor, Ziegelfassade mit reduzierter Gliederung - Begründung: geschichtlich, städtebaulich - Schutzumfang: gesamtes Objekt - Denkmaltyp: Bauliche Anlage, Sachgesamtheit: Ortskern Süderende                                                                             | weitere Fotos \| Fotos hochladen |
| 4813 Wikidata | Sarkstieg (54° 42′ 59″ N, 8° 26′ 7″ O) | Kirche St. Laurentii mit Ausstattung | Erstmals urkundlich erwähnt wurde St. Laurentii in einem Kirchenverzeichnis aus dem Jahre 1240. Das Bauwerk wurde in den Jahrhunderten des Bestehens mehrmals erweitert. Alteintragung (Aktualisierung vorgesehen) - Begründung: geschichtlich, künstlerisch, städtebaulich - Schutzumfang: gesamtes Objekt - Denkmaltyp: Bauliche Anlage, Sachgesamtheit: Kirche St. Laurentii                                             | weitere Fotos \| Fotos hochladen |

## Gründenkmale
| Objekt-ID      | Lage                                  | Offizielle Bezeichnung     | Beschreibung | Bild                             |
| -------------- | ------------------------------------- | -------------------------- | --- | -------------------------------- |
| 24124 Wikidata | Haus 45 (54° 43′ 32″ N, 8° 26′ 26″ O) | Ehemaliger Pastoratsgarten | Alteintragung (Aktualisierung vorgesehen) - Begründung: geschichtlich, städtebaulich - Schutzumfang: ehem. Pastoratsgarten, Trockenmauer - Denkmaltyp: Gründenkmal, Sachgesamtheit: Ortskern Süderende | BW                               |
| 19364 Wikidata | Haus 1 (54° 42′ 59″ N, 8° 26′ 7″ O)   | Kirchhof mit Steinwall     | Kirchhof mit Steinwall, Grabmale bis 1870. Der Friedhof dehnt sich über die Bereiche nördlich, östlich und südlich des Kirchengebäudes aus. Auf dem St.-Laurentii-Friedhof stehen mehrere „sprechende Grabsteine“. Diese sind mit einer Zusammenfassung der Biografie der oder des Beigesetzten versehen. Alteintragung (Aktualisierung vorgesehen) - Begründung: geschichtlich, Kulturlandschaft prägend - Schutzumfang: Kirchhof mit Steinwall, Grabmale bis 1870 - Denkmaltyp: Gründenkmal, Sachgesamtheit: Kirche St. Laurentii | weitere Fotos \| Fotos hochladen |

## Quelle
- Liste der Kulturdenkmale in Schleswig-Holstein – Kreis Nordfriesland (PDF)

- Karte mit allen Koordinaten:
- OSM |
- WikiMap